# آلة تبريد
1. مكثف غازي، يسخلص حرارة من بخار الوسيط ويطردها إلى الخارج.
2. صمام تمدد الوسيط.
3. مبخر، حيث يتبخر الوسيط السائل فتنخفض درجة حرارته.
4. ضاغط بخار الوسيط، بالضغط ترتفع درجة حرارة الوسيط وتتسرب إلى الخارج عن طريق المكثف.

دورة التبريد:
- مكثف غازي، يسخلص حرارة من بخار الوسيط ويطردها إلى الخارج.
- صمام تمدد الوسيط.
- مبخر، حيث يتبخر الوسيط السائل فتنخفض درجة حرارته.
- ضاغط بخار الوسيط، بالضغط ترتفع درجة حرارة الوسيط وتتسرب إلى الخارج عن طريق المكثف.

التبريد والتكييف مجال من المجالات ذات الازدهار المستمر في العالم، وبالأخص في البلاد النامية، حيث أنه غالباً لا يوجد مجال صناعي أو علمي، لا يعتمد في ناحية من نواحي علم التبريد والتكييف: فمنذ قرون طويلة استخدم قدماء المصريين أوعية فخارية لتبريد مياه الشرب. بعد ذلك اكتشف مجموعة من رجال الاسكيمو جثة حيوان منقرض منذ فترة طويلة مدفون في الجليد بحالة جيدة انتشر بعد ذلك استخدام الجليد في حفظ الأغذية في مناطق تواجدة.
- في آوئل القرن السابع عشر الميلادي تم وضع اسس علم الدينامنيكا الحرارية التي تسمى أحيانا «ترموديناميكا» Thermodynamic
- في عام 1820م انشأ فردريك تيودوز مستودعا لشحن الجليد لحفظ الاغذية في الولايات المتحدة الأمريكية، وراجت هذه التجارة ولكن لم يكن من الممكن تبريد حيز بهذه الطريقة لاقل من 5و2 درجة مئوية وفي نفس العام تم وضع الثلج الأول مرة كتجربة معملية.
- في وسط القرن الـ19 تم صنع أول ضاغط ترددي للتبريد وقد اشتق من الآلة البخارية.
- في عام 1850م صمم رجل فرنسي يدعى ادموند كاريه مكنات صغيرة للتبريد منها مهد الطريق لصناعة الثلج الصناعي مما اثر على تجارة الجليد الطبيعي

وفي عام 1876م استخرج ادموند كارية براءة اختراع لماكينة يمكنها التجميد حتى درجة –35م.
- في عام 1910م أنتجت شركة كلفنتور الثلاجة المنزلية وطرحت للبيع بالاسواق.
- في عام 1930م اكتشف العالم الراحل توماس ميدجلي مركب التبريد الفريون حيث كان قبل ذلك يستعمل غاز النشادر في التبريد.
- في عام 1945م حدث تقدم كبير حيث تم استخدام الضواغط الصغيرة في أجهزة التبريد مما جعل الثلاجات متاحة للاستخدام المنزلي عن طريق شركتي كليفنتو وفريجيدير.

## علم التبريد
هو العلم الذي يدرس درجات الحرارة المنخفضة جدا وتوليد درجات الحرارة المنخفضة. ويستخدم في ذلك غازات مسيلّة مثل النتروجين السائل أو الهيليوم السائل، ومن البديهي أن العملية تبدأ أولا بتسييل غاز النيتروجين وتسييل غاز الهيليوم.

## قوانين التبريد
قبل أن نخوض في تفاصيل دورة التبريد يجب أن نتعرف أولا على بعض القوانين الأساسية والتي تعتمد عليها جميع أنظمة التبريد وهي خمسة قوانين أساسية وهي :
1. الموائع تمتص الحرارة لكي تتحول من الحالة السائلة إلى الحالة الغازية (من سائل إلى بخار، يمتص السائل حرارة تبخر)، وتطرد حرارة التبخير لكي تتكثف وتتحول إلى سائل ثانيا.
2. يغير المائع حالته عند درجة حرارة وضغط ثابتين.
3. تنتقل الحرارة فقط من الجسم الذي درجة حرارته أعلى إلى الجسم الذي درجة حرارته أقل (انظر القانون الأول للديناميكا الحرارية).
4. الأجزاء المعدنية للمبخر والمكثف يجب أن تكون جيدة التوصيل للحرارة ويجب اختيار المعدن الذي لا يتفاعل مع سائل التبريد (الوسيط) ويعتبر النحاس الأصفر والنحاس الأحمر وألألومنيوم هي أكثر المعادن شيوعاً لهذا الغرض .
5. الطاقة الحرارية وأشكال الطاقة الأخرى قابلة للتحول من صورة إلى أخرى . فعلى سبيل المثال، يمكن تحول الطاقة الكهربائية إلى طاقة حرارية كما في الأفران المنزلية والدفايات الكهربائية . ويمكن تحول الطاقة الحرارية إلى طاقة كهربائية،كما يجري في محطات توليد الكهرباء، سواء تعمل بالبترول أو الغاز الطبيعي أو الطاقةالنووية . وكذا تحول الطاقة الحرارية إلى طاقة ميكانيكية كما في محرك الاحتراق الداخلي وهكذا.

للتبريد دورة تسمى دورة تبريد تقوم بها آلة تبريد وتسمى بالإنجليزية Chiller وبالألمانية Kühlmaschine تعمل بمثابة طلمبة حرارية، تمتص الحرارة من جو الغرفة المراد تبريدها وتطردها إلى الجو الخارجي فيبرد هواء الغرفة، ونشعر بالراحة والاستجمام (اقرأ تكييف الهواء).

## دورة التبريد
دائرة التبريد الأساسية :

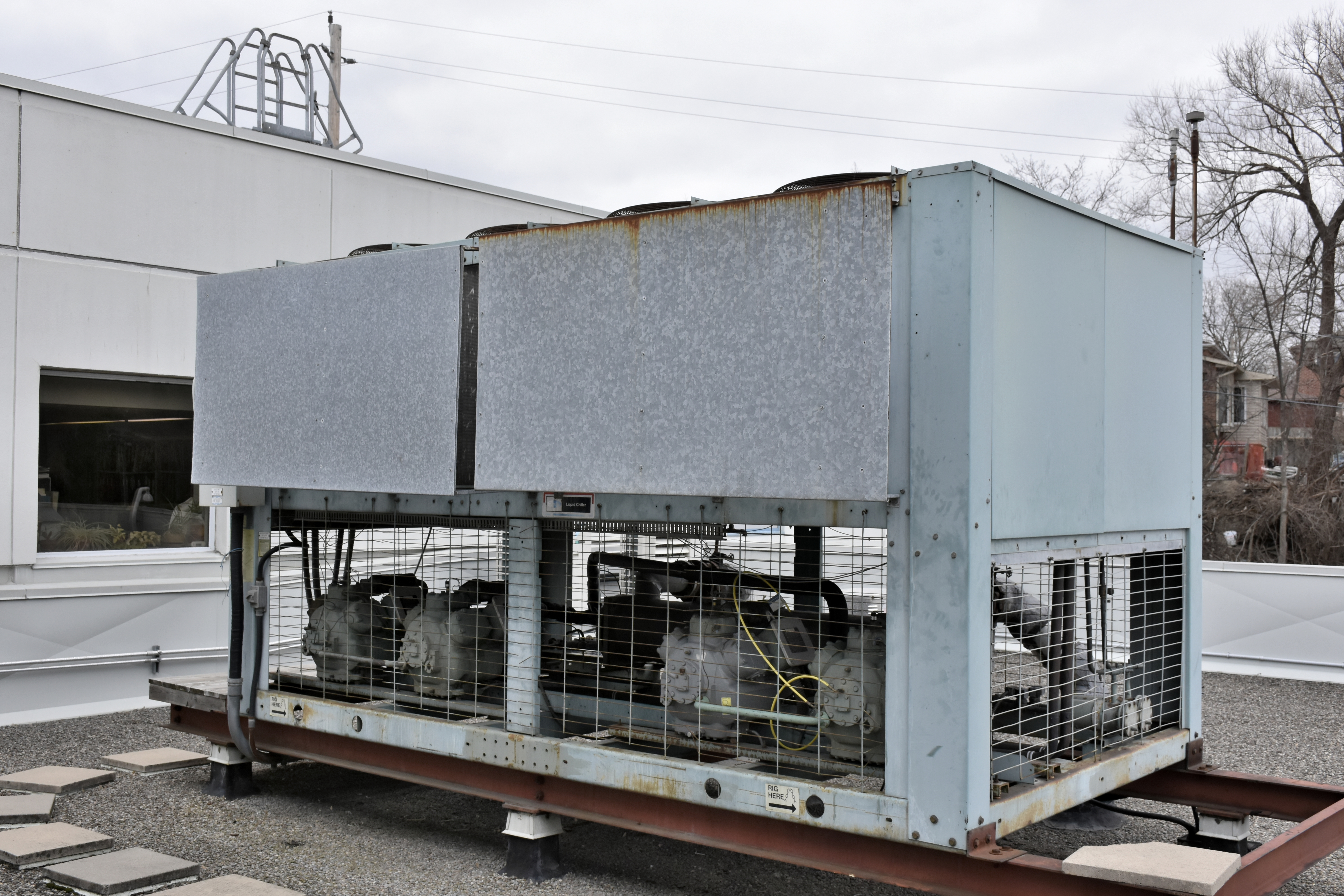
مبرد سائل (أساسه الجليكول) مزود بمكثف مبرد بالهواء على سطح مبنى تجاري متوسط الحجم

يتبخر السائل باكتسابه حرارة ويتكثف عندما تنتزع حرارة منه . فالتبريد عملية دورية يتحول فيها السائل من الحالة السائلة إلى الحالة الغازية ثم إلى حالة سائلة ثم حالة غازية وهكذا. فلكي يتبخر سائل لا بد وأن يحصل على حرارة، بينما عند التكثيف يتم طرد جزءا من الحرارة الكامنة في الغاز مرة أخرى.
وتتكون أي دائرة تبريد ميكانيكية من أربعة أجزاء رئيسية هي :
- الضاغط Compressor

وظيفة الضاغط في دورة الانضغاط هي رفع ضغط بخار السائل الوسيط من ضغط منخفض إلى ضغط أعلى، فترتفع درجة حرارة البخار المنضغط وتتسرب الحرارة عن طريق أنبوب المكثف إلى الخارج .
وتصنع الضواغط بأشكال وأحجام وتصميمات مختلفة وعموماً تنقسم الضواغط إلى :
- ضواغط ترددية.
- ضواغط دورانية.
- ضواغط طاردة مركزية.
- ضواغط حلزونية.
- المكثف Condenser

وظيفة المكثف في دورة انضغاط البخار هي استقبال بخار وسيط التبريد الساخن العالي الضغط والقادم من الضاغط، وتخليصه من الحرارة التي امتصها في المبخر وهذه الحرارة عبارة عن حرارة التحميض والحرارة الكامنه وكذلك الحرارة الناتجة عن شغل الضاغط وتطرد هذه الحرارة إلى الوسط المحيط فإذا كان الوسط المحيط هو الهواء سمي المكثف بالمكثف المبرد بالهواء (هوائياً) وإذا كان الوسط المحيط ماء سمى المكثف بالمكثف المبرد بالماء (مائيا) أما إذا كان التبريد بالمكثف وسيط التبريد مرة أخرى إلى سائل.
- منظر للهيكل المكشوف وأنبوب المبادل الحراري الموجود في مبرد يعمل بالطرد المركزي. يمر المبرد في حالته الغازية عبر أنابيب (مرئية في الخلف) والتي تتبادل الحرارة مع الماء المنتشر داخل الغلاف.صمام التحكم Control Valve

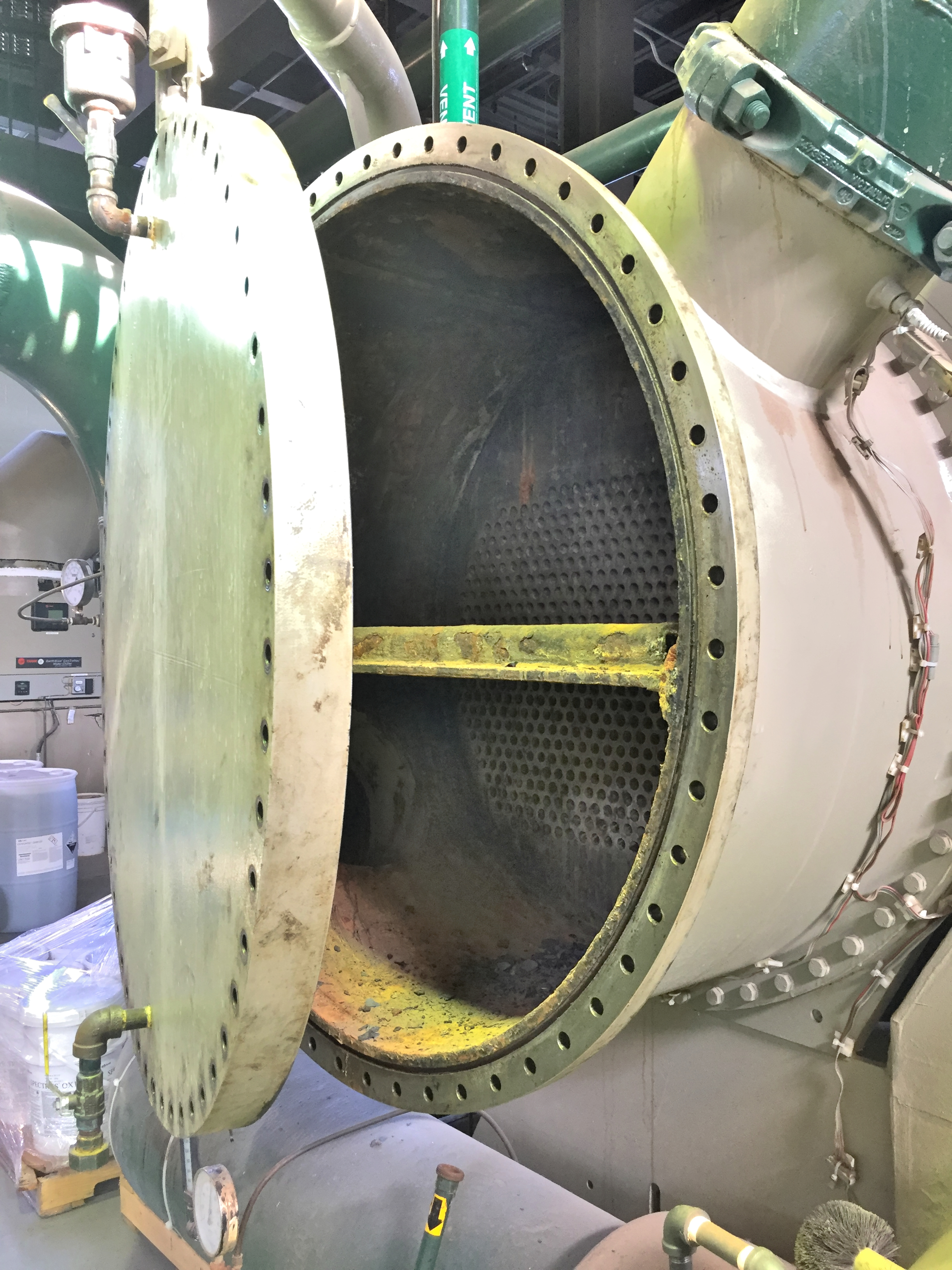
منظر للهيكل المكشوف وأنبوب المبادل الحراري الموجود في مبرد يعمل بالطرد المركزي. يمر المبرد في حالته الغازية عبر أنابيب (مرئية في الخلف) والتي تتبادل الحرارة مع الماء المنتشر داخل الغلاف.

الغرض من صمام التحكم هو التحكم في سريان وسيط التبريد من جانب المكثف ذي الضغط العالي في الدورة إلى المبخر ذي الضاغط المنخفض. فهذا الصمام يبخ سائل التبريد القادم من المكثف في نصف دائرة المبخر يتمدد السائل ويتبخر.
يتحقق خفض الضغط باستخدام فوهة ذات سريان متغير إما من درجة التحكم أو ذات وضعين، ويمكن تقسيم أنواع صمامات التحكم إلى :
1. الأنبوية الشعرية.
2. صمام التمدد الاتوماتيكي.
3. صمام التمدد الثرموستاتى.

تستخدم هذه الصمامات عند مدخل المبخر لتخفيض ضغط سائل وسيط التبريد للتحكم في معدل سريانه خلال المبخر، وتوجد نوعيات مختلفة للضغط والتحكم في بعض المتغيرات الأخرى المؤثرة في دوائر التبريد
1. صمام التمدد اليدوى hand expansion valve :-

وتعتبر أبسط أنواع الصمامات وذلك لخفض الضغط لتغير معدل سريان سائل وسيط التبريد، وليس بها أي مستشعر وتستخدم مع أحمال التبريد شبة الثابتة مثل المصانع إنتاج الثلج .
1. صمام التمدد الترموستاتى thermostatic expansion valves:

وظيفته الأساسية خفض ضغط سائل وسيط التبريد إلي ضغط المبخر، كما يقوم بوظيفة التحكم في معدل سريان وسيط التبريد ليتناسب مع تغيرات الحمل الحراري . ويعمل هذا الصمام للحفاظ علي درجة تحميص ثابتة عند مخرج المبرد مما يضمن التحول الكامل لسائل التبريد إلى الحالة الغازية الكاملة .
- لهذه الصمامات سعات مختلفـة تعتمد علي نوع وسيط التبريد، والأحمال الحرارية للمبخرات ودرجات الحرارة في كل من المبخر والمكثف وفرق الضغط الحقيقي قبل وبعد الصمام، وينقسم هذا الصمام إلي نوعين : نوع التعادل الداخلي ويستخدم في المبخرات ذات القدرة الصغيرة والتي يكون فاقد الضغط خلاله صغير، ونوع التعادل الخارجي في المبخرات الأخرى .
1. صمام التمدد الإلكتروني electronic expansion valve:

يعمل هذا الصمام عن طريق محبسين، أحدهما لدرجة الحرارة والآخر للضغط . وعن طريق جهاز إلكتروني يمكن التحكم بدقه في درجة تحميص وسيط التبريد عند مخرج المبخر، وبالتالي يتشابه عمله مع عمل صمام التمدد الترموستاتي.
1. صمام الضغط الثابت (constant pressure expansion valve)

وظيفته الأساسية خفض ضغط سائل وسيط التبريد إلي ضغط المبخر، ويعمل هذا الصمام علي الحفاظ علي ضغط شبه ثابت داخل المبخر، ومع تغير الحمل الحراري علي المبخر والتغير الذي يطرأ نتيجة لذلك في ضغوط المبخر، فأن هذا الصمام يعمل لأعادة الاتزان لضغط المبخر بالسماح بمرور كميات أكبر أو أقل من سائل التبريد، مستجيباً بذلك لتغيرات الحمل الحراري .
1. صمام العوامة float valve :

وظيفة صمام العوامة خفض ضغط سائل وسيط التبريد إلي ضغط المبخر، وهو مزود بعوامة تتأثر بمنسوب السائل داخل الإناء المثبت عليه هذا الصمام، مما يسمح بمرور السائل بمعدلات تتناسب مع الحمل الحرارى للمبخر الذي يعمل عن طريق الغمر والمتصل بالإناء المذكور .
1. الأنبوبة الشعرية capillary tube

الوظيفة الأساسية لها هي خفض ضغط سائل وسيط التبريد إلي ضغط المبخر، كما أنها تعمل علي تغير معدل مرور سائل وسيط التبريد بعرقلته في حالة زيادة الغاز داخل الأنبوبة أو زيادته بزيادة السائل داخل الأنبوبة ليناسب كل ذلك مع الأحمال الحرارية المتغيرة على المبخر
- المبخر Evaporator

في المبخر يتبخر وسيط التبريد ويتمدد في الضغط المنخفض في المبخر . وبتمدد بخار الوسيط تنخفض درجة حرارته، ونظرا لأن الأنبوب المتعرج للمبخر موجودا على ناحية الغرفة المراد تبريدها، يكتسب المبخر حرارة من هواء الغرفة فتنخفض درجة حرارة الغرفة ( يستمد وسيط التبريد حرارته الكامنة للتبخر من تلامسه لهواء الغرفة ) .
وتنقسم المبخرات إلى نوعين رئيسيين هما :
1. نظام جاف.
2. نظام الغمر.

 الأجزاء الاضافية في دورة التبريد :
وهناك أجزاء أخرى في دورة التبريد ضرورية لسلامة عمل هذه الأجراء الرئيسية أو تمكينها من أداء عملها وسوف تجد هذه الأجزاء في أي وحدة تبريد سواء أكانت هذه الوحدة وحدة تبريد تجارية أو صناعية أو وحدة تبريد منزلية وهذه الأجزاء الإضافية هي :
1. المجتمع Accumulator وهو جهاز أمان لمنع سائل وسيط التبريد من المرورإلى خط السحب ومنه إلى الضاغط ويوجد في دائرة التبريد التي تستعمل الأنبوبة الشعرية.
2. فاصل الزيت Oil Separator ويوجد في وحدات التبريد التي تعمل في درجات حرارة منخفضة جداً كفريزرات التبريد العميق، حيث يوجد فاصل الويت بين خط الطرد للضاغط والمكثف، والغرض الأساسي من فاصل الزيت هو تخلص بخار وسيط التبريد الساخن ذو الضغط العالي من الزيت الزائد والغير مرغوب فيه بالنسبة لأجزاء الدائرة الأخرى مثل المكثف والمبخر، حيث يتم فصل الزيت وإعادته إلى علبة مرفق الضاغط عن طريق ماسورة وسوف نشرح ذلك بالتفصيل فيما بعد :
3. وهناك عناصر أخرى مهمة أيضا لازمة لسلامة عمل الأجزاء الرئيسية وهي المبادل الحرارى، والمجفف، وخزان السائل، وبالنسبة للدوائر الكهربائية فيوجد الثرموستات وهو ضابط الحرارة وضابط الضغط العالي، وضابط الضغط المنخفض وغيرها من العناصر الهامة.

ملحقات دائرة التبريد البسيطة :
خزان السائل :
يقوم بتخزين وسيط التبريد الموجود بدائرة التبريد، يعمل على ضمان دخول وسيط التبريد على شكل سائل للمبخر .
فاصل الزيت oil separator :
يقوم بفصل الزيت الخارج من الكومبريسور ثم يقوم بارجاعه اليه، يركب بعد الكومبريسور مباشرة.
العين الزجاجية sight glass :
تقوم العين الزجاجية بتبين حالة وسيط التبريد إذا كان غاز\سائل أو خليط بينهما وتبين إذا كان هنالك رطوبة إذا كان لونها اصفر وإذا لا يوجد يكون لونها اصفر وإذا تواجد فقاعات فهذا يعني أن النظام يحتاج إلى شحن المزيد من وسيط التبريد
الفلتر :
يقوم بتصفية وسيط التبريد من بخار الماء وعادة يتم تركيبه في خط السائل liquid line .

## مختلف الأجهزة التي تستعمل آلية التبريد
أجهزة التبريد بالهواء:
استعملت آلة التبريد بالهواء قديماً على نطاق واسع قبل أنتشار آلات التبريد البخارية العاملة على الأمونيا والفريونات، وسميت بالهوائية لأنها تستعمل الهواء وسيط تبريد، وتتألف الدورة المبسطة لآلة التبريد الهوائية من أربعة عناصر رئيسية وهي:
براد (غرفة تبريد)ـ ضاغط ـ مبّرد ـ ممدد توربيني. ويستفاد من آلة التبريد بالهواء على نطاق واسع في عملية تكييف الهواء داخل الطائرات التجارية. وقد تم حالياً رفع أداء هذه الآلات بعد استعمال المبادلات الحرارية الإرجاعية فيها.
أجهزة التبريد بالامتصاص:
يتم في آلة التبريد بالامتصاص نقل الحرارة من الوسط المبرد ذي درجة الحرارة المنخفضة إلى الوسط الخارجي ذي درجة الحرارة المرتفعة عن طريق صرف طاقة حرارية في حين يتم في آلة التبريد الضاغطة البخارية صرف قدرة ميكانيكية. ويستخدم في هذه الآلة جسما تشغيل على الأقل وهما وسيط التبريد والمادة الماصة له. ولقد انتشر في الوقت الحاضر استعمال آلات التبريد العاملة على الماء ومع الأمونيا أو الليثيوم.
يبيّن، مكوّنات آلة التبريد بالامتصاص وهي: وعاء الامتصاص، المضخة، المكثف، صمام التمدد، المبخر، ومولد البخار.
هناك عدة أنواع من آلات التبريد بالامتصاص منها ما يعمل بوجود مضخة كما في آلة التبريد بالامتصاص مع ضاغط ناظم بخاري التي تستعمل حين تكون درجة حرارة المنبع الحراري للمولد منخفضة.
تستخدم دورات التبريد بالامتصاص التي تعمل من دون مضخة في البرادات المنزلية والمكيفات، وتمتاز هذه الآلات بعدم وجود أي أجزاء متحركة فيها، مما يساعدها على العمل مدداً طويلة من الزمن من دون الحاجة إلى أي صيانة تذكر.
آلات التبريد الكهروحرارية:
يمكن إنتاج الأثر التبريدي باستخدام المزدوجة الحرارية التي تتألف من مادتين من أنصاف النواقل، تصل بينهما البعض صفيحتان معدنيتان تشكلان قطبي المزدوجة الحرارية، وذلك بإمرار تيار كهربائي بينهما. وتدعى الآلات التي تعمل وفق هذا المبدأ بآلات التبريد الكهروحرارية التي تمتص فيها كمية من الحرارة في القطب البارد (السالب)، وتنتشر كمية من الحرارة من القطب الموجب. تمتاز أجهزة التبريد (البرادات) العاملة على مبدأ المزدوجات الحرارية بأنها سهلة النقل والصيانة ولا تحتوي على أجزاء متحركة، إضافة إلى كون هذه المبردات تعمل من دون الحاجة إلى وسيط تبريد. إلا أن هذه الآلات غير اقتصادية بالمقارنة مع آلات التبريد البخارية عند فرق درجات حرارة بين القطبين كبير نسبياً.
أهم تطبيقات التبريد الكهروحراري: أجهزة التبريد وتكييف الهواء المستخدمة في الغواصات، والتحكم بدرجة حرارة الأجهزة الإلكترونية، وتبريد المعدات العلمية.
تطبيقات التبريد:
يستعمل التبريد في مجالات كثيرة من أهمها:
حفظ المواد الغذائية، وإنتاج الجليد، ونقل المواد المبردة والبرادات المنزلية والبرادات التجارية، وتكييف الهواء.

## اقرأ أيضاً
- مكثف حراري
- تخزين الطاقة بالتبريد
- تكييف هواء
- ثلاجة
- تأثير جول-تومسون
- تسييل الغازات
- تكييف الهواء في السيارة
- تبريد على أساس
- وحدة مناولة الهواء